# 谷山町警察
谷山町警察（たにやまちょうけいさつ）は、かつて存在した鹿児島県鹿児島郡谷山町（後の谷山市、現鹿児島市の一部）の自治体警察。
旧警察法に基づき市町村公安委員会である谷山町公安委員会の管理を受けた。九州地方では自治体警察制度廃止時点で市以外の自治体に置かれた唯一の自治体警察であった。

## 概要
従来の鹿児島県警察部が解体され、1948年（昭和23年）10月1日に谷山町警察署が設置された。
1954年（昭和29年）に新警察法が公布された。これにより国家地方警察と自治体警察が廃止され、新たに都道府県警察として鹿児島県警察本部が発足。谷山町警察も鹿児島県警察に統合され、廃止された。